# Золотарёв, Василий Андреевич
Василий Андреевич Золотарёв (настоящая фамилия — Куюмжи; 23 февраля [7 марта] 1873 год, Таганрог, Екатеринославская губерния, Российская империя — 25 мая 1964, Москва, СССР) — русский и советский композитор и педагог. Преподаватель МГК имени П. И. Чайковского. Заслуженный артист РСФСР (1932), Народный артист БССР (1949). Лауреат Сталинской премии второй степени (1950).

## Биография
Родился 23 февраля (7 марта) 1873 год в Таганроге (ныне Ростовская область).
В 1883—1892 годах учился в инструментальном классе Придворной певческой капеллы в Санкт-Петербурге у профессора П. А. Краснокутского (скрипка) и А. К. Лядова (контрапункт). В 1893—1898 годах занимался композицией у М. А. Балакирева. В 1898—1900 годах продолжил учёбу в Санкт-Петербургской консерватории в классе свободного сочинения Н. А. Римского-Корсакова. Затем начал преподавание в Придворной капелле. Класс В. А. Золотарёва окончили А. В. Богатырёв, М. С. Вайнберг, Б. Д. Гибалин, К. Ф. Данькевич, М. И. Паверман.
В 1905 году покинул Санкт-Петербург, с 1908 по 1918 год работал в Московской консерватории. В 1918 году, будучи профессором, уехал преподавать в Ростов-на-Дону, затем — в Краснодар (1920—1924), где вместе с С. Я. Маршаком участвовал в создании Детского Городка, и в Одессу (1924—1926; ученики: Александр Коган, Константин Данькевич, Владимир Фемелиди, Яков Файнтух и др). С 1926 по 1931 год — преподаватель Киевского музыкально-драматического института имени Н. В. Лысенко.
С 1931 по 1933 год В. А. Золотарёв работал в Свердловске в музыкальном техникуме имени П. И. Чайковского, где организовал первый на Урале класс композиции. Здесь его учениками были Б. Гибалин, П. Подковыров и Г. Носов. В 1933 году В. А. Золотарёв переехал в Минск, где по 1941 год преподавал в Белорусской консерватории. Здесь он написал симфонию «Белоруссия» (1934).
У него учились Л. А. Половинкин, А. Г. Свечников, М. Е. Крошнер, Д. А. Лукас, В. В. Оловников и др.
Умер 25 мая 1964 года в Москве.

## Музыкальные произведения
- Оперы: «Декабристы» (1925, новая редакция «Кондратий Рылеев», 1957), «Хвесько Андибер» (1928), Ак-Гюль (1941)
- Оперетта «Рикики» (1917)
- Водевиль «Школьный учитель» (1913)
- Балет «Князь-озеро» (1949)
- Кантаты: «Рай и Пери» (1900), «Шевченковская сюита» (сл. Т. Шевченко, 1929), «Слава» (сл. А. Острейко, 1947)
- Симфонии: № 1 «Симфония гнева», № 2 «1905-й год» (1929), № 3 «Челюскинцы» (1935), № 4 «Белорусская» (1936), № 5 «1941-й год» (1942), «Моя Родина» (1954), № 7 (1962)
- Камерно-инструментальные ансамбли: фортепианный концерт (1904); струнный квинтет (Памяти М. П. Беляева, 1904); струнные квартеты (1899, 1902, 1907, 1912, 1916, 1945); фортепианное трио (1905); две сонаты для скрипки и фортепиано (1903, 1919); концерт для виолончели с оркестром (1943); соната для скрипки и фортепиано (1922); «Каприччио на еврейскую мелодию» для виолончели и фортепиано (1938), «Сюита о Навои» для голоса и малого симфонического оркестра (1941)
- Произведения для оркестра: увертюра «Деревенский праздник» (ор. 4), «Еврейская рапсодия» (ор. 7), концерт для виолончели с оркестром (1943), 4 сюиты — «Молдавская» (1928), «Узбекская» (1931), «Таджикская» (1932), «Белорусская танцевальная» (1936); «Ферганский марш» (1935); «Величальная» — для оркестра народных инструментов (1951)
- Духовно-музыкальные произведения для смешанного хора: «Херувимская песнь», «Милость мира», «Отче наш» (op. 30, опубликовано в 1912)
- Романсы: 4 романса для высокого голоса и фортепиано на слова К. Льдова, С. Надсона, И. Никитина, А. Майкова (ор. 1, 1900), 4 Романса для высокого голоса с фортепиано на слова (ор. 1, 1904), 4 романса для среднего голоса с фортепиано на слова А. Дельвига, А. Кольцова, Ф. Тютчева (ор. 9, 1903)

## Награды
- заслуженный артист РСФСР (1932)
- народный артист БССР (1949)
- Сталинская премия второй степени (1950) — за балет «Князь-озеро», поставленный на сцене Белорусского театра оперы и балета (1949)
- орден Ленина (1955)
- орден Трудового Красного Знамени (20.06.1940) — за выдающиеся заслуги в деле развития белорусского театрального и музыкального искусства
- медали
- Рубинштейновская премия (1200 рублей) — за экзаменационную кантату «Рай и Пери» (1900)
- Премия XXIV конкурса на сочинение струнного квартета, проведённого Санкт-петербургским Обществом камерной музыки (1912)[6]